# 沃爾格林峰
沃爾格林峰（英語：Walgreen Peak）是南極洲的山峰，位於瑪麗伯德地，屬於福特山脈中薩諾夫山脈的一部分，海拔高度570米，現時由南極條約體系管理。